# Homonima (biológia)
A biológiában a homonima egy olyan taxon név, amelynek írásmódja megegyezik egy másik taxonéval.
A Zoológiai Nevezéktan Nemzetközi Kódexe szabálya szerint az elsőként publikált név az idősebb homonima, ami érvényes névként használható; míg a többi fiatal homonimának számít, és új néve cserélendő.
Lehetséges azonban, hogy az idősebb homonima már elavult és ritkán használják, így nomen oblitumnak számít és elérhetetlenné válik, míg a fiatal homoníma nomen protectumként fennmarad.
Például:
- Georges Cuvier 1797-ben egy hangyászsünfélének az Echidna nevet adta.
- Johann Reinhold Forster azonban már 1777-ben publikálta az Echidna nevet egy murénafélével kapcsolatban.
- Ezáltal Forster névhasználata elsőbbséget élvez, míg a Cuvier-féle név fiatal homonimává válik.
- 1811-ben Johann Karl Wilhelm Illiger megalkotta a Tachyglossus nevet, ami érvényes helyettesítő névvé, azaz nomen novummá vált.

Ehhez hasonlóan a Botanikai Nevezéktan Nemzetközi Kódexe szerint a kettő vagy több megjelentetett homonima közül az első használható, az összes későbbi homonima pedig „törvénytelen” és ha nem megőrzött név, akkor nem használható.
Például: a pillangósvirágúak (Leguminosae) közé tartozó Myroxylon (L.f., 1782) esetében, az újabb a megőrzött név a korábbi homonimával, a Flacourtiaceae családba tartozó Myroxylonnal (J.R.Forst. és G.Forst., 1775) szemben,
Azok a nevek, amelyek elég hasonlóak ahhoz, hogy összetéveszthetők legyenek, szintén homonimáknak tekinthetők. Például az Astrostemma (Benth, 1880) az Asterostemma érvénytelen homonimája (Decne, 1838).
Mindkét Kódex csak azokat a taxonokat veszi figyelembe, amelyek az adott területen érvényesek (az ICZN esetében állatokra, az ICBN esetében növényekre vonatkoznak). Ebből következően, ha egy állati taxon neve megegyezik egy növényi taxonéval, akkor mindkét név érvényesnek számít. Például az Erica nevet a pókok egyik neméhez (Erica, Peckham & Peckham, 1892) és a hangához (L.) is felhasználták.

## Fordítás
- Ez a szócikk részben vagy egészben a Homonym (biology) című angol Wikipédia-szócikk ezen változatának fordításán alapul.  Az eredeti cikk szerkesztőit annak laptörténete sorolja fel. Ez a jelzés csupán a megfogalmazás eredetét és a szerzői jogokat jelzi, nem szolgál a cikkben szereplő információk forrásmegjelöléseként.